# Juan Ramón Calero
Juan Ramón Calero Rodríguez (Murcia, 1947) es un político español, primer y único presidente nacional del Partido Demócrata Español (PADE).

## Biografía
Miembro del Cuerpo de Abogados del Estado desde 1974, ingresó en octubre de 1979 en Alianza Popular, siendo presidente de AP de Murcia entre noviembre de 1979 y octubre de 1991. Entre 1984 y 1986 fue secretario general adjunto de Alianza Popular, renunciando a su cargo tras la dimisión de su presidente Manuel Fraga Iribarne.
Elegido diputado por Murcia en 1982, 1986 y 1989, fue portavoz del Grupo Parlamentario Popular en el Congreso de los Diputados entre 1987 y 1989. 
En abril de 1991 renunció a su escaño en las Cortes Generales, siendo elegido diputado de la Asamblea Regional de Murcia. Fue el portavoz parlamentario del PP de Murcia entre 1991 y 1995. En ningún momento gobernó el PP en la Región, mientras Calero era portavoz. 
En el 93, el ya por entonces Partido Popular estaba dividido en la Región. La mayoría del partido se alineó con Ramón Luis Valcárcel, que pugnó por el liderazgo con Calero. Valcárcel venció, y restañó las heridas internas integrando a los 'caleristas'. Valcárcel  colocó a Alberto Garre en la portavocía de la Asamblea Regional.
En octubre de 1996 Calero abandonó el Partido Popular por discrepancias ideológicas y fundó junto a Carlos Ruiz Soto el Partido Demócrata Español, del que fue Presidente Nacional hasta su disolución. 
Ha publicado diversos libros: Algunos escritos políticos (1981), La construcción de la derecha española (1986) y Siete años en la oposición (1991).
| Predecesor: Ninguno               | Presidente de Alianza Popular de la Región de Murcia 1979-1989         | Sucesor: Ramón Luis Valcárcel (PP de la Región de Murcia) |
| Predecesor: Manuel Fraga          | Portavoz del Grupo Popular en el Congreso de los Diputados 1987-1989   | Sucesor: Luis Ramallo García                              |
| Predecesor: Ramón Luis Valcárcel  | Presidente del Partido Popular de la Región de Murcia 1990-1991        | Sucesor: Ramón Luis Valcárcel                             |
| Predecesor: Ramón Ojeda Valcárcel | Portavoz del Grupo Popular en la Asamblea Regional de Murcia 1991-1995 | Sucesor: Alberto Garre López                              |
| Predecesor: Cargo creado          | Presidente del Partido Demócrata Español 1996-2008                     | Sucesor: Cargo suprimido                                  |